# Christian Lenning
Christian Erik Lenning, född 21 maj 1781 i Nyköping, död 6 augusti 1854 i Norrköping, var en svensk industriman.

## Biografi
Christian Lenning var son till rådmannen och klädesfabrikanten i Nyköping Johan Gustaf Lenning. Han gick 1805-1807 i lära hos en färgare och tygfabrikant i Hückeswagen. 1809 erhöll han burskap som färgare i Norrköping och övertog verkstäderna och privilegierna för klädesvalk och överskäreri vid Drag i Norrköping och 1815 klädesmanufakturrätten för varorna från samma tillverkning. Under Christian Lennings tid kom Drag att utvecklas till en av Norrköpings främst klädesfabriker. 1850 fanns där 25 vävstolar och 132 arbetare. Christian Lenning tilldelades 1816 Illis Quorum.
Christian Lenning lät 1835 en disponentbostad vid Drag, en herrgårdsbyggnad som flyttats hit från Toresta i Uppland. Han vistades dock långa tider på Abborreberg vid Bråviken som ärvts från morbrodern Christian Eberstein. Mot slutet av sitt liv blev Christian Lenning otillräknelig vilket drabbade hans och fabrikens ekonomi. 1851 lämnade han posten som direktör för fabriken och sonen John Lenning ombildade den 1853 till bolag.